# لوسینه گئورکیان
لوسینه گئورکیان (ارمنی: Լուսինե Գևորգյան؛ انگلیسی: Lousine Gevorkyan؛ زادهٔ ۲۱ فوریهٔ ۱۹۸۳) موسیقی‌دان و خواننده اهل ارمنستان در سبک‌های آلترناتیو راک، پانک راک، آلترناتیو متال و نیو متال است. وی از سال ۲۰۰۳ میلادی تاکنون مشغول فعالیت بوده‌است. وی خواننده اصلی گروه موسیقی نیو متال تراکتور بولینگ و گروه موسیقی آلترناتیو راک/پانک راک لونا می‌باشد.

## زندگی‌نامه
وی در ۲۱ فوریه ۱۹۸۳ در کاپان به دنیا آمد. 